# Azi Dahaka
Azhi Dahaka o Zahhak (en avéstico "Gran Serpiente") es una figura demoníaca en los textos y la mitología de Persia zoroástrica. Pertenece al suborden de Angra Mainyu. Los nombres alternos incluyen Azi Dahak, Dahaka, Dahak. 
Azhi Dahaka se describe como un monstruo parecido a un dragón de tres cabezas y seis ojos. Se dice que tiene mil sentidos, para sangrar serpientes, escorpiones, y otras criaturas venenosas. Se dice también que puede controlar las tempestades y traer la enfermedad. Este dragón fue derrotado por el héroe Thraetaona o Fereydun, pero no podía ser matado; por ello fue encadenado a la montaña Damavand.